# Neidlingen
Neidlingen là một thị trấn trong huyện Esslingen của bang Baden-Württemberg miền nam nước Đức. Ở thị trấn này có Lâu đài Reussenstein.
(tiếng Đức)